# グリトニル

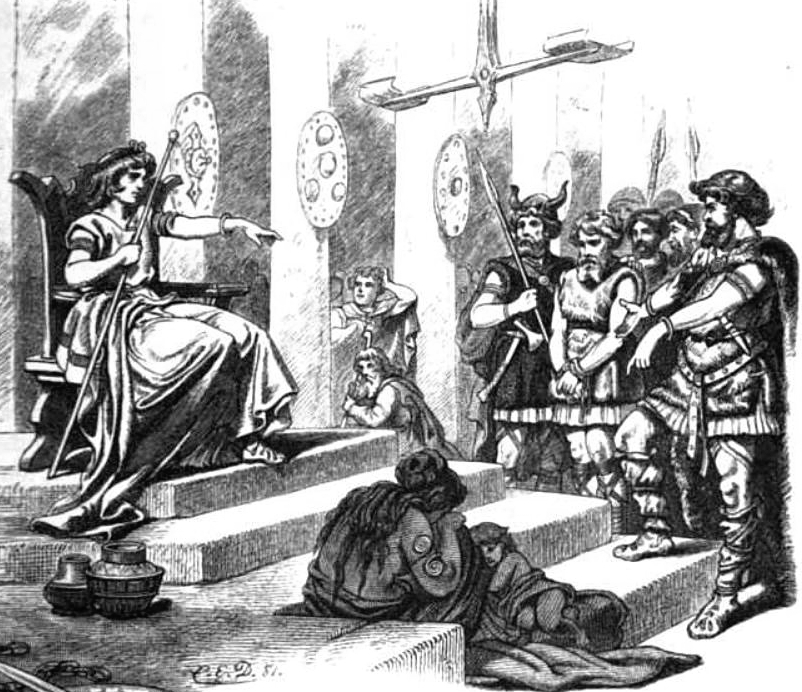
Carl Emil Doeplerによって描かれた、グリトニルで調停にあたるフォルセティ。

グリトニル(Glitnir)は、北欧神話に出てくる宮殿のことである。名前は「輝けるもの」の意味である。
『古エッダ』の『グリームニルの言葉』には、グリトニルの柱が黄金でできていて、屋敷が銀で葺かれていることが書かれている。バルドルの息子フォルセティが住んでおり、もめ事の調停にあたっている。グリトニルは10番目に紹介される。
『ギュルヴィたぶらかし』には、グリトニルの柱は赤い黄金、屋根は銀から出来ていると書かれている。
さらに『ギュルヴィたぶらかし』には、もめ事を持ってきた者がこの場所で全員和解して帰って行くことから、グリトニルが神々や人間にとって一番良い法廷であると書かれている。